# Guilielmus Philippus de Herzelles

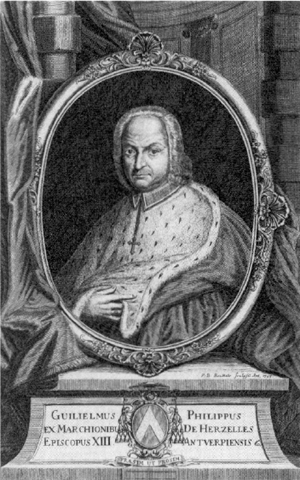

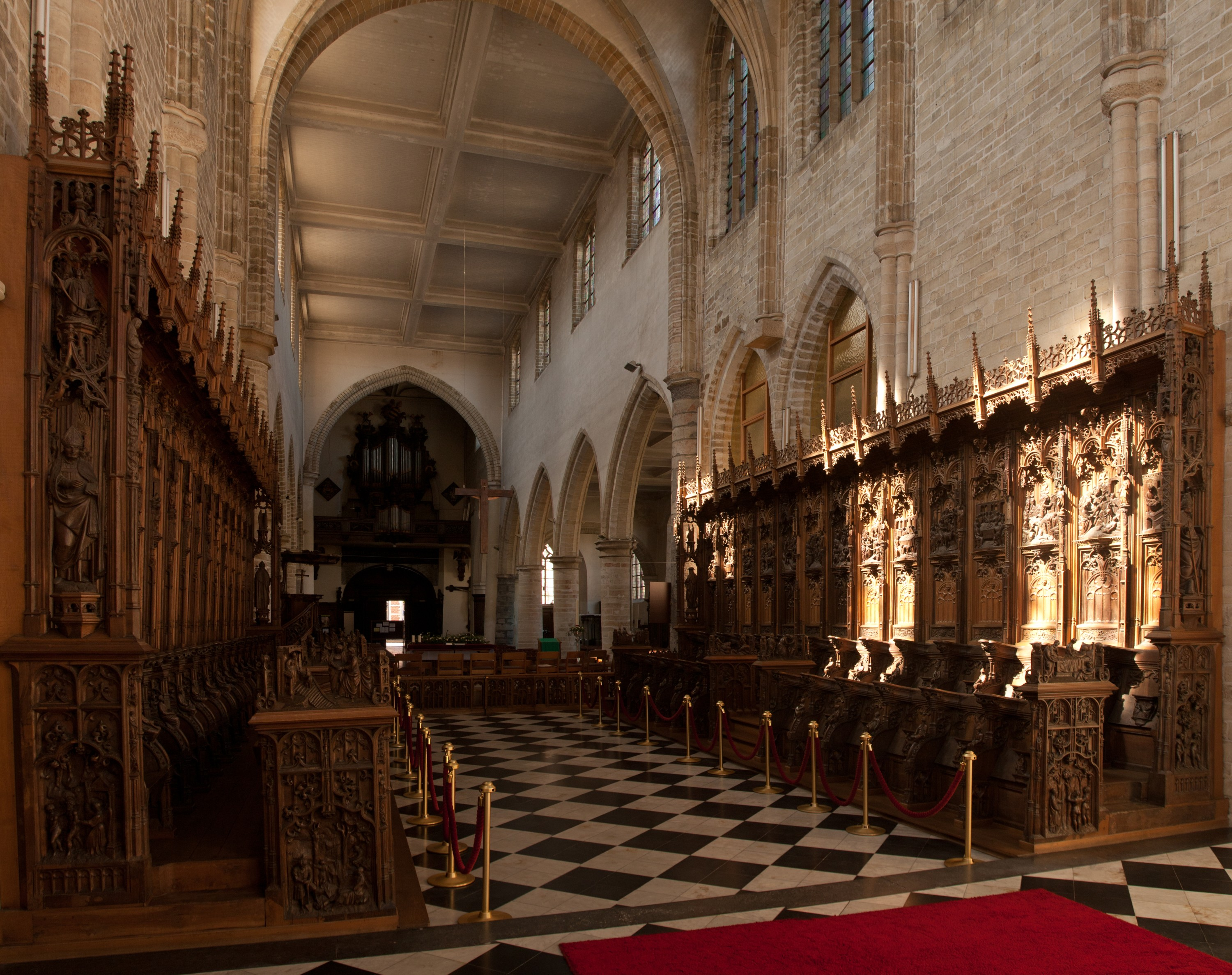
Voormalige Sint-Geertrui-abdij in Leuven

Guilielmus Philippus de Herzelles (Nijvel, 22 januari 1684 - Antwerpen, 2 september 1744) was een edelman en prelaat in de Oostenrijkse Nederlanden, tijdens de 18e eeuw. 
Hij was eerst abt van de Sint-Geertrui-abdij in Leuven (1721-1743) en dan de 13e bisschop van Antwerpen (1743-1744).

## Levensloop
De Herzelles was een zoon van Jean-Baptiste markies van Herzelles en van Anne-Marie van Couwenhoven. Hij werd geboren op hun kasteel Fonteneau in Nijvel. Nijvel was toen gelegen in de Spaanse Nederlanden. Na zijn studies in Nijvel en priesterstudies in Namen, werd hij priester gewijd in Namen in 1706. Het hertogdom Brabant ging in die periode over van de Spaanse Habsburgers naar de Oostenrijkse Habsburgers. 
Hij keerde terug naar het hertogdom Brabant (en aartsbisdom Mechelen) na 1706. Hij trad in als augustijner heremiet in Leuven. Het ging om de Sint-Geertrui-abdij, genoemd naar Gertrudis van Nijvel. In de 18e eeuw leefden de monniken echter niet meer als heremiet of kluizenaar. Deze abdij was enkel toegankelijk voor edellieden en kende een uitgebreide luxe. Zelfs de landvoogd der Oostenrijkse Nederlanden informeerde zich bij de abdij vooraleer hij zelf exquise wijnen aankocht. De Herzelles werkte in het bestuur van de abdij. In 1721 benoemde Rooms-Duits keizer Karel VI hem tot abt. Deze functie oefende de Herzelles jarenlang uit. 
Keizerin Maria Theresia, formeel hertogin van Brabant, benoemde Herzelles tot bisschop van Antwerpen in 1742. Kerkelijke goedkeuring en wijding tot bisschop vonden plaats in 1743. Aartsbisschop Thomas d'Hénin-Liétard d'Alsace, bijgenaamd de kardinaal van de Elzas, wijdde hem tot bisschop. Een jaar later overleed de Herzelles in Antwerpen (1744).